# Indonesia ai Giochi olimpici
L'Indonesia ha partecipato per la prima volta ai Giochi olimpici nel 1952, ma non ha mai partecipato ai Giochi olimpici invernali.
La prima medaglia è stata vinta nel 1988. Da allora gli atleti indonesiani hanno vinto complessivamente 37 medaglie olimpiche, delle quali 8 d'oro nel badminton.
Il Comitato Olimpico Nazionale Indonesiano, creato nel 1946, venne riconosciuto dal CIO nel 1952.
La Repubblica di Indonesia aveva dichiarato la propria indipendenza nel 1945; in precedenza era una colonia olandese conosciuta come Indie orientali olandesi. Nel 1946, la nuova nazione indipendente creò il suo Comitato Olimpico Nazionale, l'Associazione Sportiva della Repubblica di Indonesia (Persatuan Olahraga Republik Indonesia o PORI) e iniziò a organizzare un suo evento multisportivo nazionale, la Settimana Nazionale dello Sport, nel 1948 a Surakarta. La nazione tentò senza successo di partecipare alle Olimpiadi estive del 1948 a Londra durante la guerra d'indipendenza indonesiana (1945-1949). Nel 1951 l'Indonesia partecipò ai primi Giochi Asiatici a New Delhi, in India. Nel 1952 il comitato, ora ribattezzato Comitato Olimpico Indonesiano (Komite Olimpiade Indonesia o KOI) fu riconosciuto dal Comitato Olimpico Internazionale (CIO) e l'Indonesia avrebbe debuttato alle Olimpiadi di quell'anno a Helsinki.

## Medaglieri

### Medaglie alle Olimpiadi estive
| Giochi                 | Oro              | Argento          | Bronzo           | Totale           |
| ---------------------- | ---------------- | ---------------- | ---------------- | ---------------- |
| 1952 Helsinki          | 0                | 0                | 0                | 0                |
| 1956 Melbourne         | 0                | 0                | 0                | 0                |
| 1960 Roma              | 0                | 0                | 0                | 0                |
| 1964 Tokyo             | non partecipante | non partecipante | non partecipante | non partecipante |
| 1968 Città del Messico | 0                | 0                | 0                | 0                |
| 1972 Monaco            | 0                | 0                | 0                | 0                |
| 1976 Montreal          | 0                | 0                | 0                | 0                |
| 1980 Mosca             | non partecipante | non partecipante | non partecipante | non partecipante |
| 1984 Los Angeles       | 0                | 0                | 0                | 0                |
| 1988 Seul              | 0                | 1                | 0                | 1                |
| 1992 Barcellona        | 2                | 2                | 1                | 5                |
| 1996 Atlanta           | 1                | 1                | 2                | 4                |
| 2000 Sydney            | 1                | 3                | 2                | 6                |
| 2004 Atene             | 1                | 1                | 2                | 4                |
| 2008 Pechino           | 1                | 1                | 4                | 6                |
| 2012 Londra            | 0                | 2                | 1                | 3                |
| 2016 Rio de Janeiro    | 1                | 2                | 0                | 3                |
| 2020 Tokyo             | 1                | 1                | 3                | 5                |
| 2024 Parigi            | 2                | 0                | 1                | 3                |
| Totale                 | 10               | 14               | 16               | 40               |